# Verbindungskurve Niederfüllbach
| Streckennummer (DB): | 5125                 |                               |                               |
| Streckenlänge: | 2,562 km             |                               |                               |
| Spurweite: | 1435 mm (Normalspur) |                               |                               |
| Streckenklasse: | D4                   |                               |                               |
| Stromsystem: | 15 kV, 16,7 Hz ~     |                               |                               |
| Maximale Neigung: | 29 ‰                 |                               |                               |
| Streckengeschwindigkeit: | 100 km/h             |                               |                               |
| |                      |                               |                               |
| \| \| \| von Eltersdorf \| \| \| \| 0,000 \| Weißenbrunn am Forst \| Weißenbrunn am Forst \| \| \| \| nach Leipzig Hbf \| \| \| \| 0,407 \| Tunnel Füllbach (1112 m) \| Tunnel Füllbach (1112 m) \| \| \| \| Leipzig Hbf–Eltersdorf \| \| \| \| 1,519 \| \| \| \| \| 1,800 \| EÜ Füllbach (90 m) \| EÜ Füllbach (90 m) \| \| \| 2,100 \| EÜ Bundesstraße 303 (106,5 m) \| EÜ Bundesstraße 303 (106,5 m) \| \| \| 2,562 \| von Lichtenfels \| von Lichtenfels \| \| \| 3,439 \| Creidlitz \| Creidlitz \| \| \| \| nach Eisenach \| \| \| \| \| \| \| \| Quellen: [1][2] \| \| \| \| |                      |                               |                               |
| Strecke |                      | von Eltersdorf                | von Eltersdorf                |
| Blockstelle | 0,000                | Weißenbrunn am Forst          | Weißenbrunn am Forst          |
| Abzweig geradeaus und nach links |                      | nach Leipzig Hbf              | nach Leipzig Hbf              |
| Tunnelanfang | 0,407                | Tunnel Füllbach (1112 m)      | Tunnel Füllbach (1112 m)      |
| Kreuzung mit Tunnelstrecke (im Tunnel) |                      | Leipzig Hbf–Eltersdorf        | Leipzig Hbf–Eltersdorf        |
| Tunnelende | 1,519                |                               |                               |
| Brücke über Wasserlauf | 1,800                | EÜ Füllbach (90 m)            | EÜ Füllbach (90 m)            |
| Brücke | 2,100                | EÜ Bundesstraße 303 (106,5 m) | EÜ Bundesstraße 303 (106,5 m) |
| Abzweig geradeaus und von rechts | 2,562                | von Lichtenfels               | von Lichtenfels               |
| Bahnhof | 3,439                | Creidlitz                     | Creidlitz                     |
| Strecke |                      | nach Eisenach                 | nach Eisenach                 |
| |                      |                               |                               |
| Quellen: |                      |                               |                               |

Die Verbindungskurve Niederfüllbach (auch Verbindungskurve Coburg Süd) ist eine 2,5 km lange, eingleisige Eisenbahnstrecke des Verkehrsprojekts Deutsche Einheit Nr. 8 in der Nähe der bayerischen Stadt Coburg. Sie liegt auf dem Gebiet der Gemeinde Niederfüllbach, deren Namen sie trägt, und des Lichtenfelser Stadtteils Buch am Forst.
Die Verbindungskurve verbindet die aus Coburg kommende Bahnstrecke Eisenach–Lichtenfels mit der Neubaustrecke Ebensfeld–Erfurt in Richtung Ebensfeld/Nürnberg. Sie dient zusammen mit der Verbindungskurve Dörfles-Esbach der Anbindung des Bahnhofs Coburg an die Neubaustrecke.
Die Entwurfsgeschwindigkeit beträgt 130 km/h. Die signalisierte zulässige Geschwindigkeit beträgt 100 km/h.

## Verlauf
Die Verbindungskurve befindet sich nördlich der Talbrücke Weißenbrunn am Forst. Sie fädelt, in Richtung Coburg, am Abzweig Weißenbrunn am Forst vor dem Tunnel Höhnberg am Streckenkilometer 99,78 aus der Schnellfahrstrecke Richtung Erfurt aus und führt mit dem Tunnel Füllbach zunächst unter dem Tunnel Höhnberg hindurch. Südwestlich der Füllbachtalbrücke verläuft sie über die Eisenbahnüberführung Füllbach und die 106,5 m lange Eisenbahnüberführung B 303. Sie erreicht anschließend die Bahnstrecke Eisenach–Lichtenfels und fädelt etwa ein Kilometer östlich vom Bahnhof Creidlitz bei Streckenkilometer 135,640 Richtung Coburg ein.

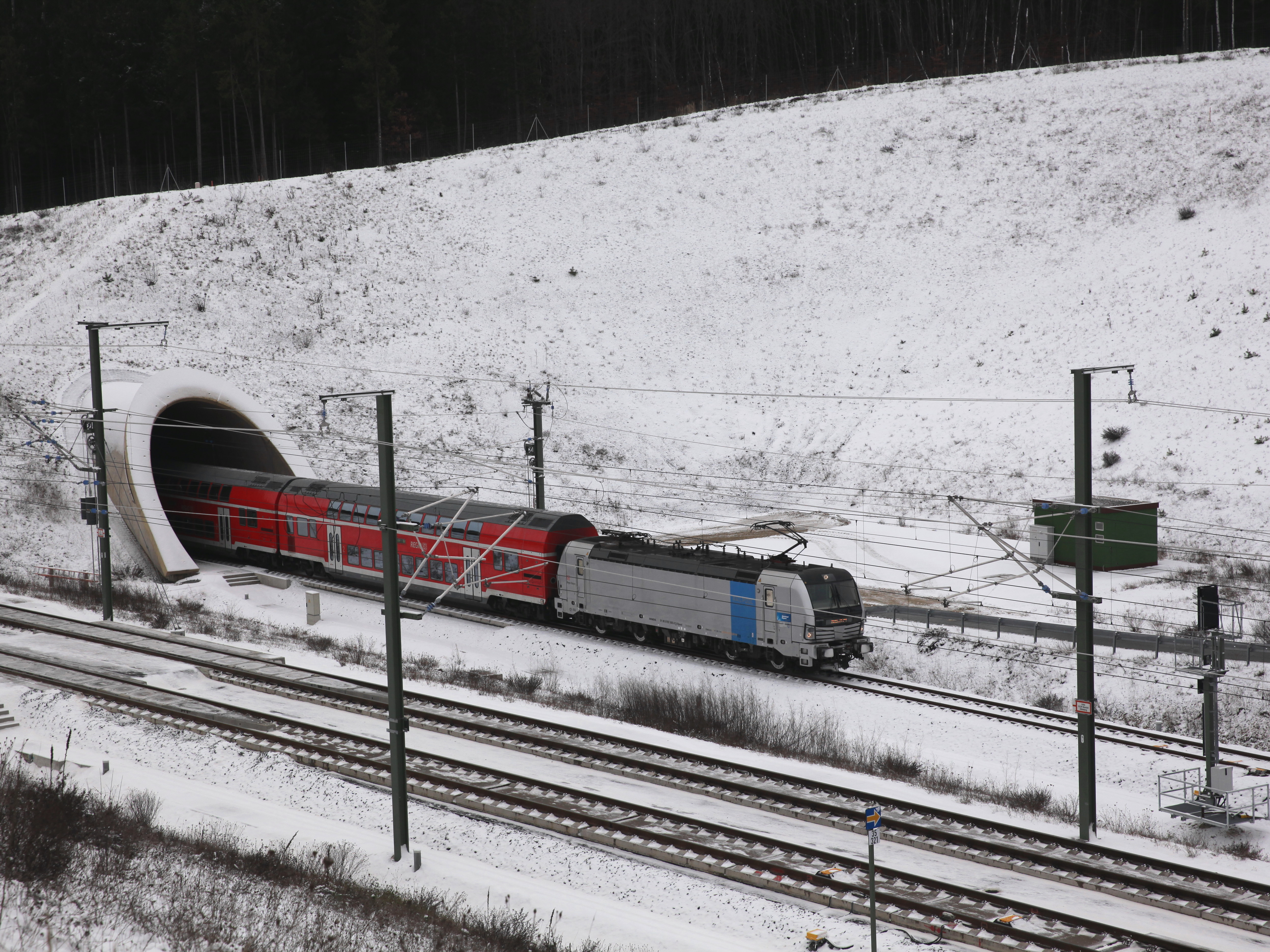
Südportal Tunnel Füllbach mit Regionalexpress (Dezember 2017)

Die mit einer Steigung von bis zu 29 Promille (für Reisezugverkehr) trassierte Verbindungskurve überwindet einen Höhenunterschied von rund 40 m. An der Strecke ist im Füllbachtal auf der westlichen Seite eine Lärmschutzwand vorhanden.
An die Einfädelung in die Neubaustrecke Richtung Ebensfeld schließt sich ein einfacher Gleiswechsel an, über den Züge aus Coburg in das Regelgleis Richtung Ebensfeld gelangen können. Die zulässige Geschwindigkeit der Neubaustrecke beträgt im Anschluss an die Einfädelung 300 km/h, auf der Bestandsstrecke sind zunächst 100 km/h zulässig, im Bahnhof Creidlitz (und weiter Richtung Coburg) 90 km/h.
Die Eisenbahnüberführung Füllbach ist ein 90 m langes und 7,17 m breites Bauwerk, das bei Stützweiten von 15 m, 3 × 20 m und 15 m den Füllbach und zwei Wirtschaftswege überspannt. Das Flussbett des Füllbachs wurde im Zuge der Baumaßnahmen verlegt. Im Dezember 2016 wurde bekannt, dass das Bauwerk sich vertikal bewegt hat, was eine Sanierung der Gründung erforderte. Die Widerlager der Brücke hatten sich 4 cm gesetzt. Mit einer Zementsupension wurde der Baugrund bis Juni 2017 stabilisiert, um weitere Setzungen zu verhindern. Am 25. Juli 2017 folgte eine Überprüfung des Bauwerks mit einem Schotterzug, der eine Masse von 1300 Tonnen hatte.

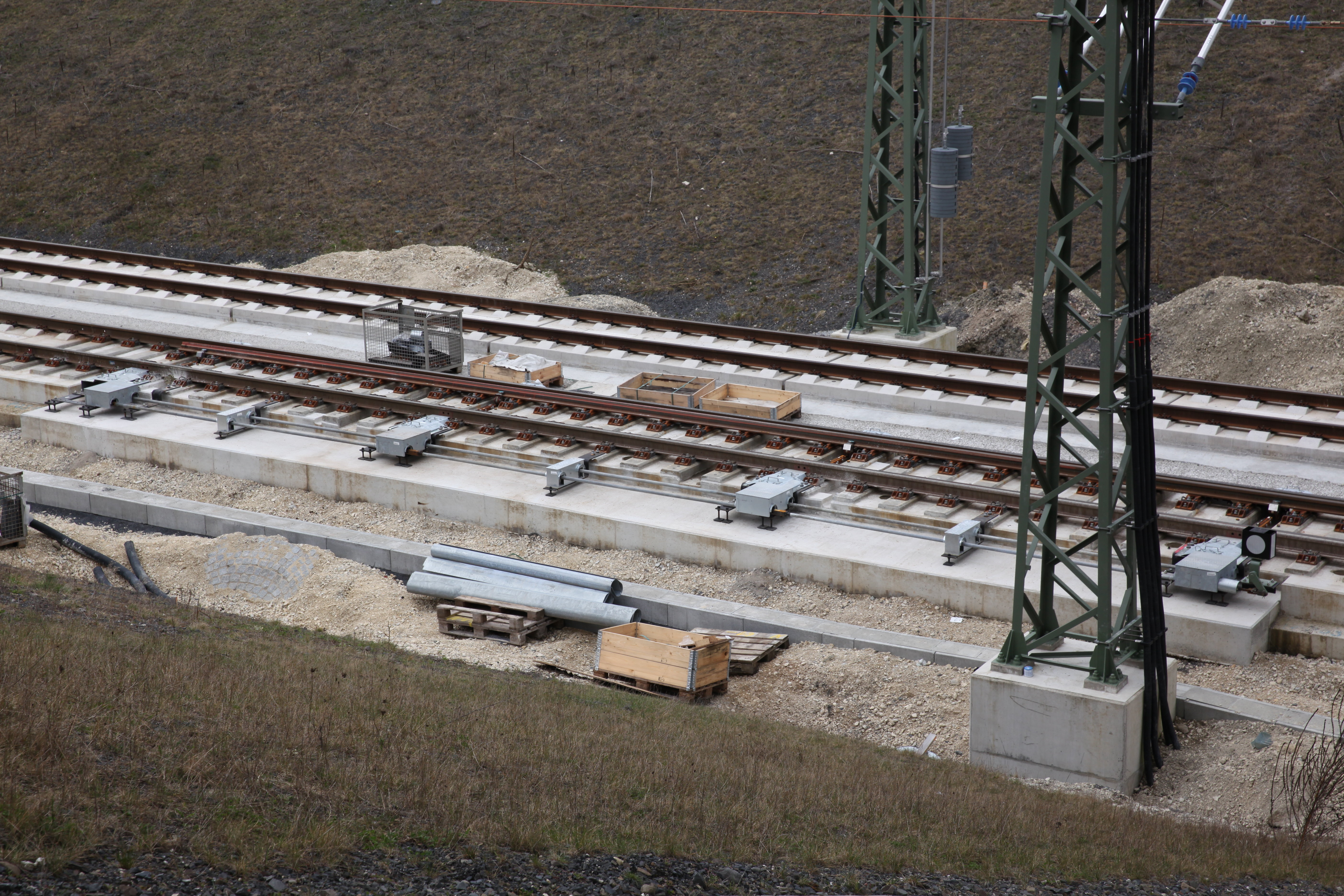
Schnellfahrweiche zur Ausfädelung aus der Neubaustrecke
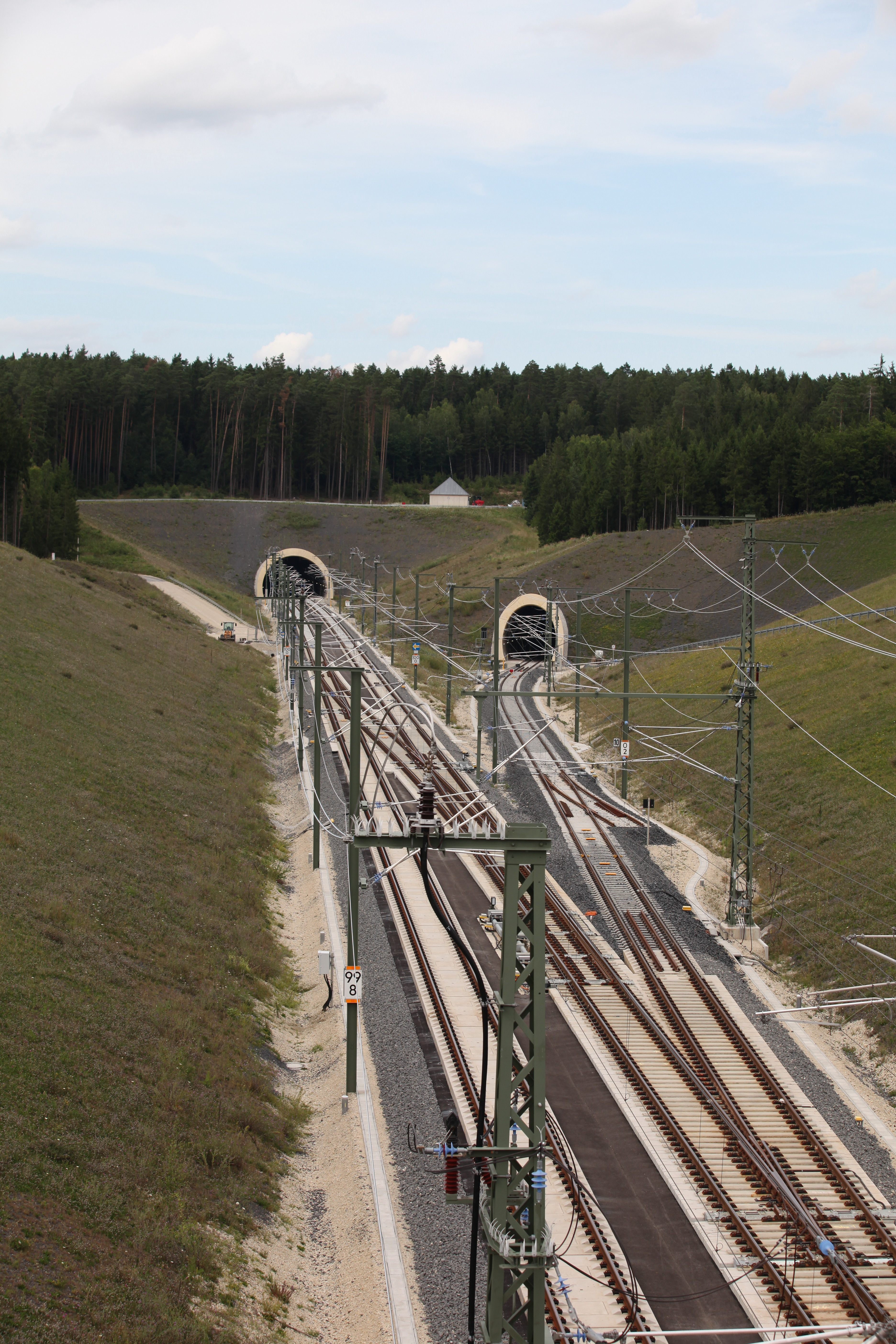
Trennung von Neubaustrecke Richtung Erfurt (links) und Verbindungskurve nach Coburg (rechts)
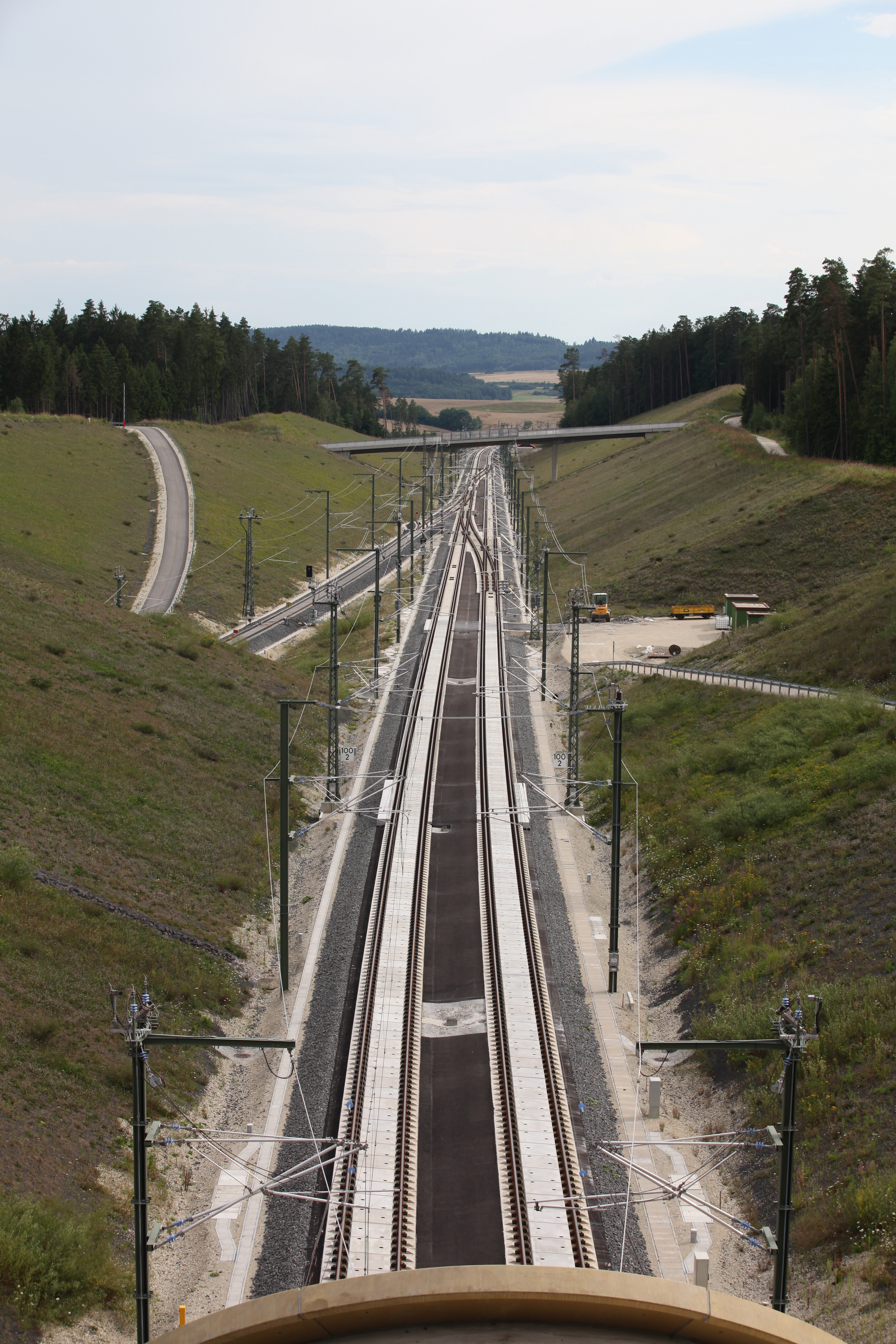
Einfädelung der Verbindungskurve aus Coburg (von links) in die Neubaustrecke aus Erfurt (von rechts)
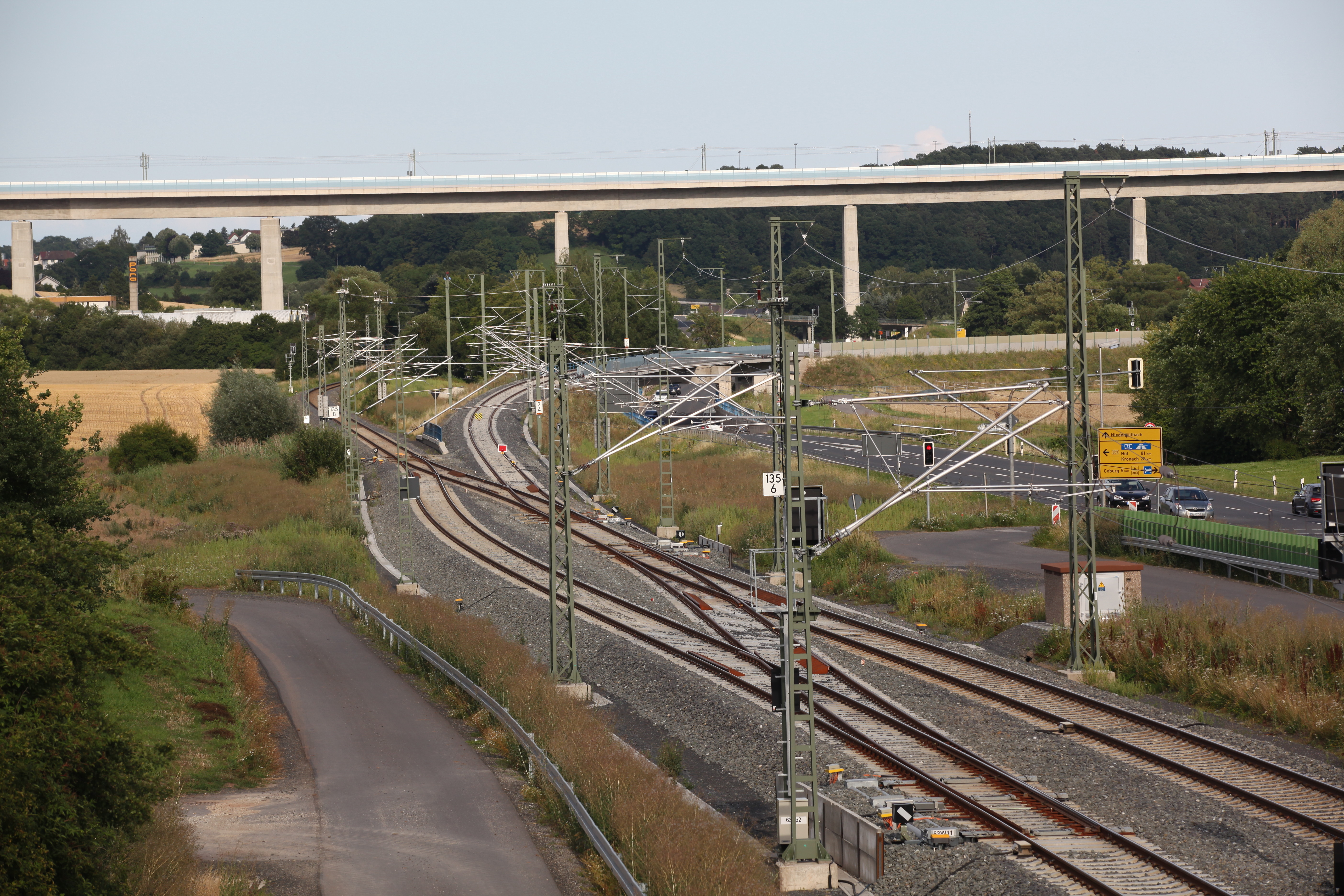
Ausfädelung der Verbindungskurve (nach rechts, Richtung Bamberg) aus der Bestandsstrecke Richtung Lichtenfels (links); im Hintergrund die Füllbachtalbrücke der Neubaustrecke
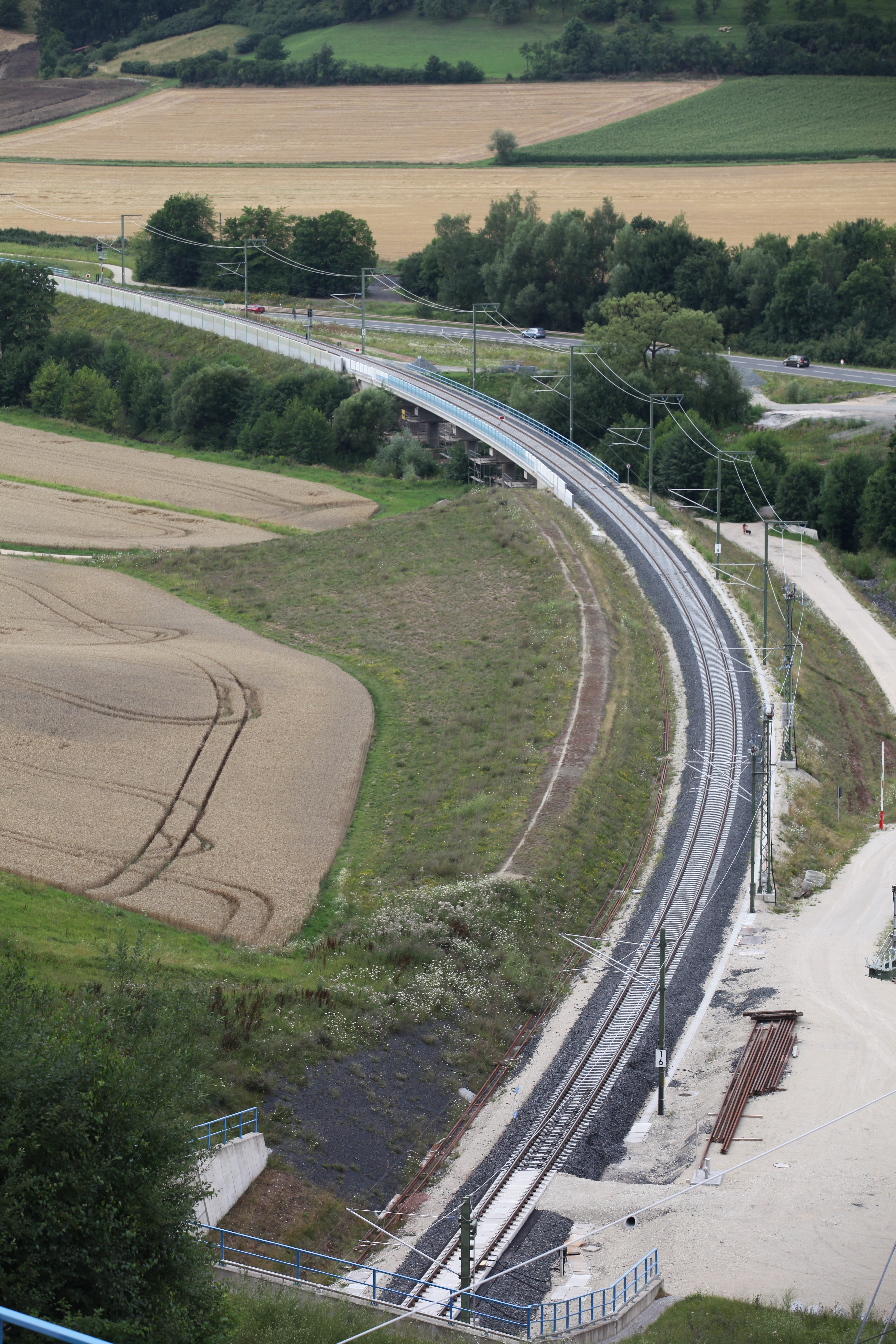
Unterer (nördlicher) Teil der Verbindungskurve (Juli 2017)

Die Trassierung erfolgte im Grundriss mit einem Regelradius von 1180 m und einem Mindestradius von 688 m. Im nördlichen Anschluss an den Tunnel Füllbach verläuft die Verbindungskurve in einem Radius von 756 m mit 160 mm Überhöhung.

## Geschichte

### Planung
Die Verbindungskurve Niederfüllbach war Gegenstand der Bau- bzw. Planfeststellungsabschnitte 1.1 und 1.3 der Neubaustrecke. Die Grenze zwischen den Abschnitten 1.1 (Anbindung Neubaustrecke) und 1.3 („Anbindung Coburg“) lag im nördlichen Voreinschnitt des Tunnels Füllbach.
Zur Planfeststellung beantragt wurde eine Trasse, die nach dem Maßgaben der landesplanerischen Beurteilung vom 1. März 1993 weiterentwickelt wurde. Von Mai bis November 1993 fand eine vorbereitende Projektabstimmung mit den betroffenen Gebietskörperschaften statt.
Der Planfeststellungsbeschluss erging am 10. Juni 1996, die Finanzierungsvereinbarung wurde am 10. November 1997 geschlossen. Die Inbetriebnahme folgte Ende 2017.

### Bau
Zuerst wurde 2007/2008 die Füllbachbrücke errichtet. Die Überführung über die Bundesstraße 303 besteht neben der Eisenbahnbrücke auch aus einem Trogbauwerk zur Tieferlegung der Bundesstraße und war im September 2010 fertiggestellt.
Für die Anbindung der Verbindungskurve an die Bestandsstrecke war diese abschnittsweise vom 23. Mai bis 14. Juni 2015 gesperrt. Dabei wurden unter anderem 2,5 km Gleis und vier neue Weichen eingebaut. Eine weitere Sperrung erfolgte vom 9. bis 29. Januar 2017. Der ursprünglich eingleisige rund ein Kilometer lange Streckenabschnitt zwischen der Einfädelung der Verbindungskurve und dem Bahnhof Creidlitz wurde bis Anfang 2017 zweigleisig ausgebaut.
Im Rahmen einer weiteren Sperrung, vom 3. bis 18. Juni 2017, wurde der Oberbau auf der Füllbachbrücke fertiggestellt und schließlich die Oberleitung unter Spannung gesetzt. Mit Abschluss der Sperrung wurden die beiden Coburger Verbindungskurven bahntechnisch in Betrieb genommen.

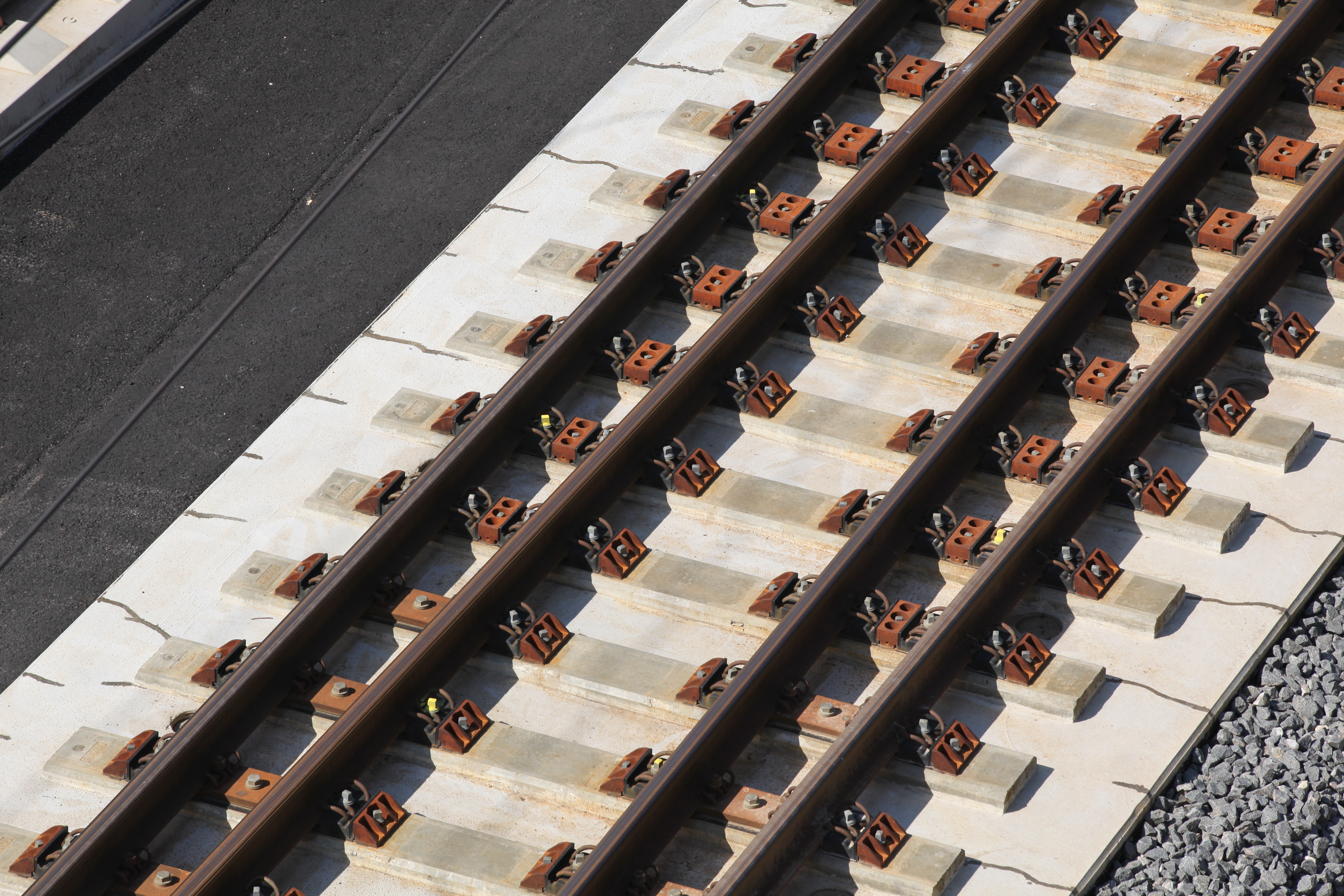
Sanierte Risse im Beton im Bereich der südlichen Einfädelung (Juli 2017)

Eine Reihe von Rissen im Beton der Festen Fahrbahn der südlichen Einfädelungen wurde in der 1. Jahreshälfte 2017 saniert.
Die Kosten für die Anbindung des Bahnhofs Coburg an die Neubaustrecke werden mit insgesamt 30 Millionen Euro beziffert.
Die beiden Coburger Verbindungskurven wurden ab Anfang 2017 in das erweiterte Stellwerk Coburg, das sich auf dem Gelände von Coburg Güterbahnhof befindet, integriert. Der Auftrag zur Erweiterung des 2008 in Betrieb genommenen Stellwerks wurde 2015 für 3,3 Millionen Euro vergeben.

### Betrieb
Nach der Betriebsaufnahme im Dezember 2017 wurden werktäglich in jeder Richtung planmäßig drei ICE-Zugpaare sowie acht Regionalexpress-Züge der Linie Nürnberg–Coburg–Sonneberg über die Verbindungskurve geführt. Zum Fahrplanwechsel im Dezember 2019 kam ein viertes ICE-Zugpaar dazu. Im Juni 2024 wurde im Regionalverkehr ein Stundentakt eingeführt.
Die Verbindungskurve wurde im Zuge einer Stellwerkserneuerung in Coburg und der Sperrung der Bahnstrecke Coburg–Sonneberg zwischen dem 10. November und 4. Dezember 2023 gesperrt.
In dem im Juni 2020 vorgelegten dritten Gutachterentwurf des Deutschlandtakts ist ein stündlicher Regional- sowie ein zweistündlicher Fernverkehr über die Kurve hinterlegt.

## Technik
Der Oberbau ist teilweise als Schotteroberbau ausgeführt, im Tunnel sowie am Übergang zur Neubaustrecke liegt das Gleis auf einer Festen Fahrbahn.
Die Strecke wird aus der Betriebszentrale München über die ESTW-Zentrale Coburg fernbedient. Der Bahnhof Creidlitz, der über ein Stellwerk von 1930 gesteuert wurde, wurde im Zuge der Einbindung der Verbindungskurve in das ESTW Coburg eingebunden.
Auf der Strecke ist ein Zufahrtsicherungssignal vorhanden, das durch ein Elektronisches Stellwerk der Neubaustrecke gesteuert wird.
Der Übergang von der konventionellen Leit- und Sicherungstechnik (Ks, PZB) zu ETCS führt dazu, dass Züge Richtung Neubaustrecke zeitweise abbremsen und die zulässige Geschwindigkeit zeitweise unterschreiten. Hintergrund: Auf der Kurve stehen Richtung Neubaustrecke zwei Hauptsignale. Am ersten erfolgt der ETCS-Einstieg in ETCS Level 2, das Folgesignal ist bereits das Zufahrtsicherungssignal, das für konventionelle Züge „Halt“ zeigt und nur von ETCS-Level-2-geführten Zügen überfahren werden darf. Da der Einstieg erst am vorgelagerten (ersten) Hauptsignal erfolgen kann, zeigt dieses stets „Fahrt, Halt erwarten“, womit zunächst eine Bremsung eingeleitet werden muss. Nachdem der erfolgreiche Übergang nach ETCS Level 2 der Strecke bekannt wurde, kann das Zufahrtssicherungssignal dunkel geschaltet werden und der Zug anschließend wieder beschleunigen.